# Żelewski

Żelewski

Żelewski (Zelewski, Brochwicz III odmienny, Gowiński) – kaszubski herb szlachecki, który według Przemysława Pragerta jest odmianą herbu Brochwicz III.

## Opis herbu
Opis z wykorzystaniem zasad blazonowania, zaproponowanych przez Alfreda Znamierowskiego: 

W polu czerwonym pół jelenia złotego wyskakującego z takiegoż półksiężyca z twarzą, barkiem w skos i do góry. Między rogami półksiężyca gwiazda złota. Klejnot: nad hełmem w koronie ogon pawi. Labry: czerwone, podbite złotem.

## Najwcześniejsze wzmianki
Herb wymieniany przez Siebmachera i przez Ledebura (Adelslexicon der Preußischen Monarchie).

## Rodzina Żelewskich
Rodzina pochodząca ze wsi Zelewo. Pierwsza wzmianka o rodzinie pochodzi z 1570 (Wojciech Bach, Michał Żelewski). Przydomek Bach był często wiązany z nazwiskiem Żelewski, dlatego też rodzinę tę uważa się za gałąź Bachów. Oprócz rodowego Żelewa, rodzina notowana w XVII wieku we wsiach: Gowino, Kętrzyno, Milwino, Zakrzewo, Żukówek, zaś w wieku następnym także Czymanowo, Dargolewo, Niepoczołowice, Opalino, Pobłocie, Strzebielino, Tępcz i Wyszecino. Zachowały się wzmianki o jednym urzędniku ziemskim (wiceregent pomorski Franciszek Mateusz Bach-Żelewski w XVIII wieku) i jednym pośle na sejm (Aleksander, 1733). W 1772 hołd lenny królowi pruskiemu złożyło kilku przedstawicieli rodu. W XIX wieku Żelewscy posiadali dobra we wsiach Paraszyno, Siemirowice, Bukowino, Jeżewo, Osieki, Barłomino, Donimierz Wielki, Lewino, Łączyno, Zęblewo, Żarnowiec. W 1873 właściciel Czymanowa, Max August Albrecht Teophil von Zelewski uzyskał zgodę na dodanie do rodowego nazwiska nazwiska swego teścia, majora Hackebeck. Victor Ulrich Verner Zelewski został w 1910 adoptowany przez Wilhelma von Ihlenfeld, dając tym samym początek gałęzi Ihlenfeld von Zelewski. Rodzina służyła w armii pruskiej, a później niemieckiej (w zniemczonych gałęziach rodu). Wymienić tu należy Ericha von dem Bach-Zelewskiego, pacyfikatora powstania warszawskiego, który odrzucił w 1940 polski człon nazwiska. Nawiasem mówiąc, używał przydomka Bach bezprawnie, ponieważ pochodził z linii Zelewskich nieużywających żadnego przydomka.

## Herbowni
Żelewski (Zelewski), Gowiński z przydomkiem Bach. Gałęzie rodziny Żelewski bez przydomków, dziedziczące w Siemirowicach i Paraszynie, używały nieco odmiennych herbów: Żelewski II, Żelewski III, Żelewski IV. 
Inni Zelewscy, osiadli w ziemi chełmińskiej i sztumskiej, używali herbu Żelewski V.